# 森友哉
森 友哉（もり ともや、1995年8月8日 - ）は、大阪府堺市南区出身のプロ野球選手（捕手、外野手）。右投左打。オリックス・バファローズ所属。

## 経歴

### プロ入り前

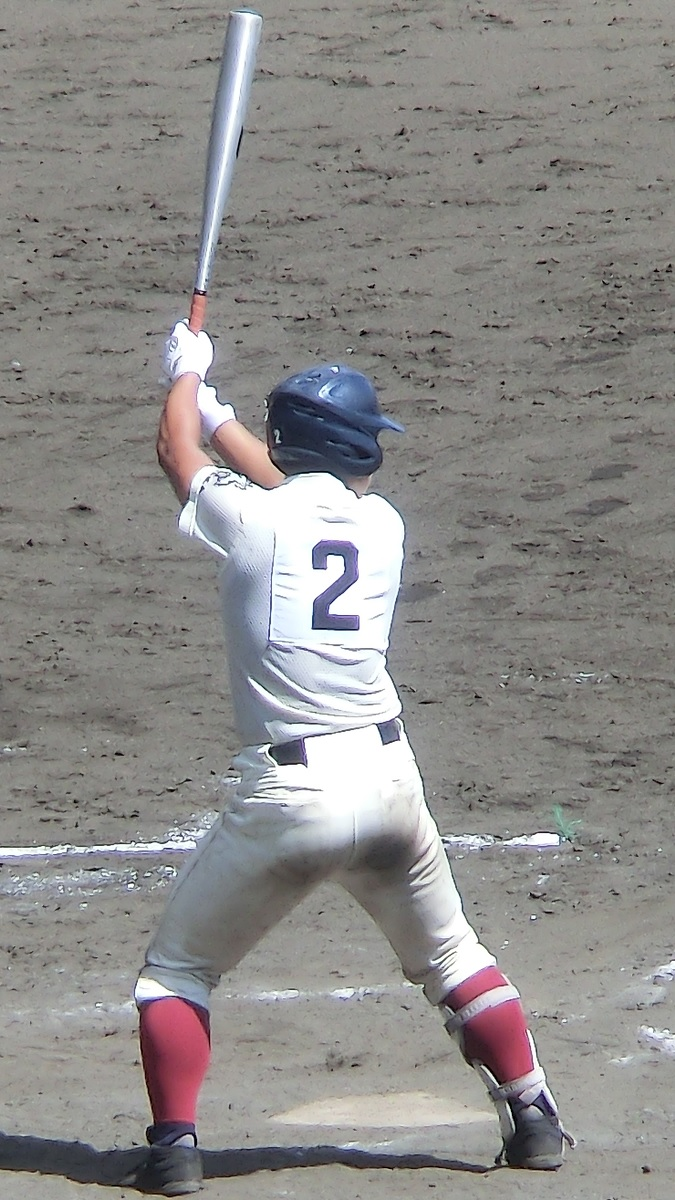
大阪桐蔭高校時代
（2012年8月20日）

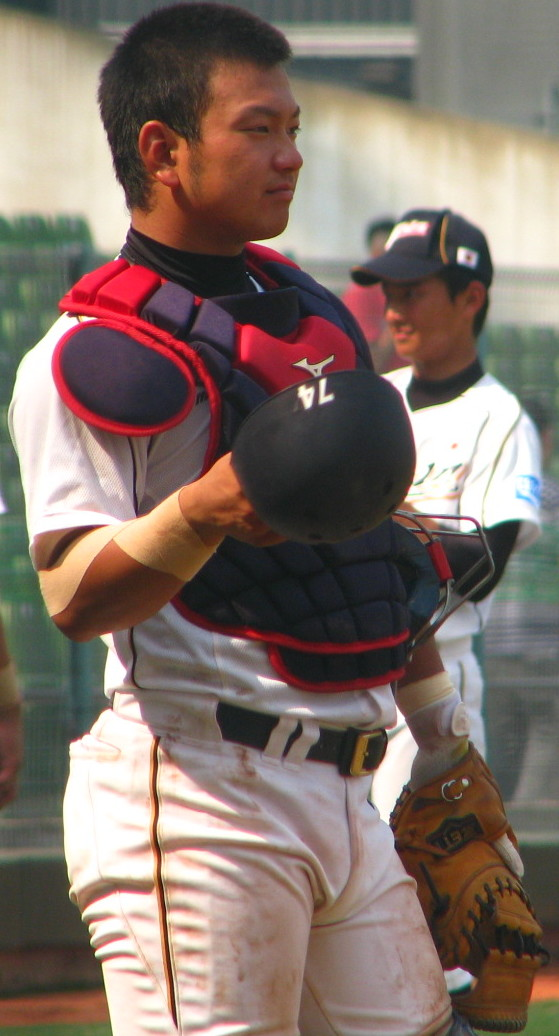
2013年9月5日

5歳から「庭代台ビクトリー」で軟式野球を始め、御池台小学校時代は投手。6年生時にオリックスジュニアの捕手兼投手として12球団ジュニアトーナメントで優勝。東百舌鳥中学校時代は「堺ビッグボーイズ」に所属し、3年生の春に全国大会で準優勝。8月にはNOMOベースボールクラブの野茂英雄と光山英和が率いる「ジュニアオールジャパン」のメンバーとして「"BOYS LEAGUE JAPAN" TOUR 2010」に参加、アメリカ遠征を経験した。
大阪桐蔭高校では1年生の秋から正捕手を務めた。2年生の時、1年先輩にあたり同郷の藤浪晋太郎とバッテリーを組み史上7校目の春夏連覇を達成した。自身の成績は春の選抜大会で全5試合に1番または「3番・捕手」として先発出場し、計18打数8安打1本塁打で打率.444で、第94回全国選手権では全5試合に「1番・捕手」として先発出場し、計20打数8安打2本塁打で、打率.400だった。チームは秋に行われた岐阜国体でも優勝し、松坂大輔を擁した横浜高校以来となる史上3校目の「三冠」を達成した。
主将として迎えた3年生時の春の選抜大会では2回戦（初戦）で「3番・捕手」で先発出場し、5打数4安打3打点だった。チームは3回戦で敗退した。第95回全国選手権では全3試合に「3番・捕手」として先発出場し、計12打数6安打2本塁打4打点、打率.500だった。チームは3回戦で敗退。甲子園通算記録は14試合出場で55打数26安打5本塁打、打率.473で、本塁打数は歴代4位タイ。高校通算では41本塁打を放った。なお、チームの甲子園4季連続出場は、大阪府の高校ではかつて6季連続出場を果たしたPL学園高校に次ぐ記録である。
2年生時と3年生時の2年連続で国際大会のAAA世界野球選手権大会（第25回大会、第26回大会）の日本代表に選ばれており、2年連続でベストナインにあたるオールスターチームの捕手部門に選ばれ、主将を務めた第26回大会では打点王（15打点）も獲得した。
2013年10月24日に行われたプロ野球ドラフト会議で埼玉西武ライオンズから1位指名を受け、契約金1億円＋出来高5000万円、年俸1300万円（金額は推定）で合意し、入団した。背番号は10。担当スカウトは後藤光貴。

### 西武時代

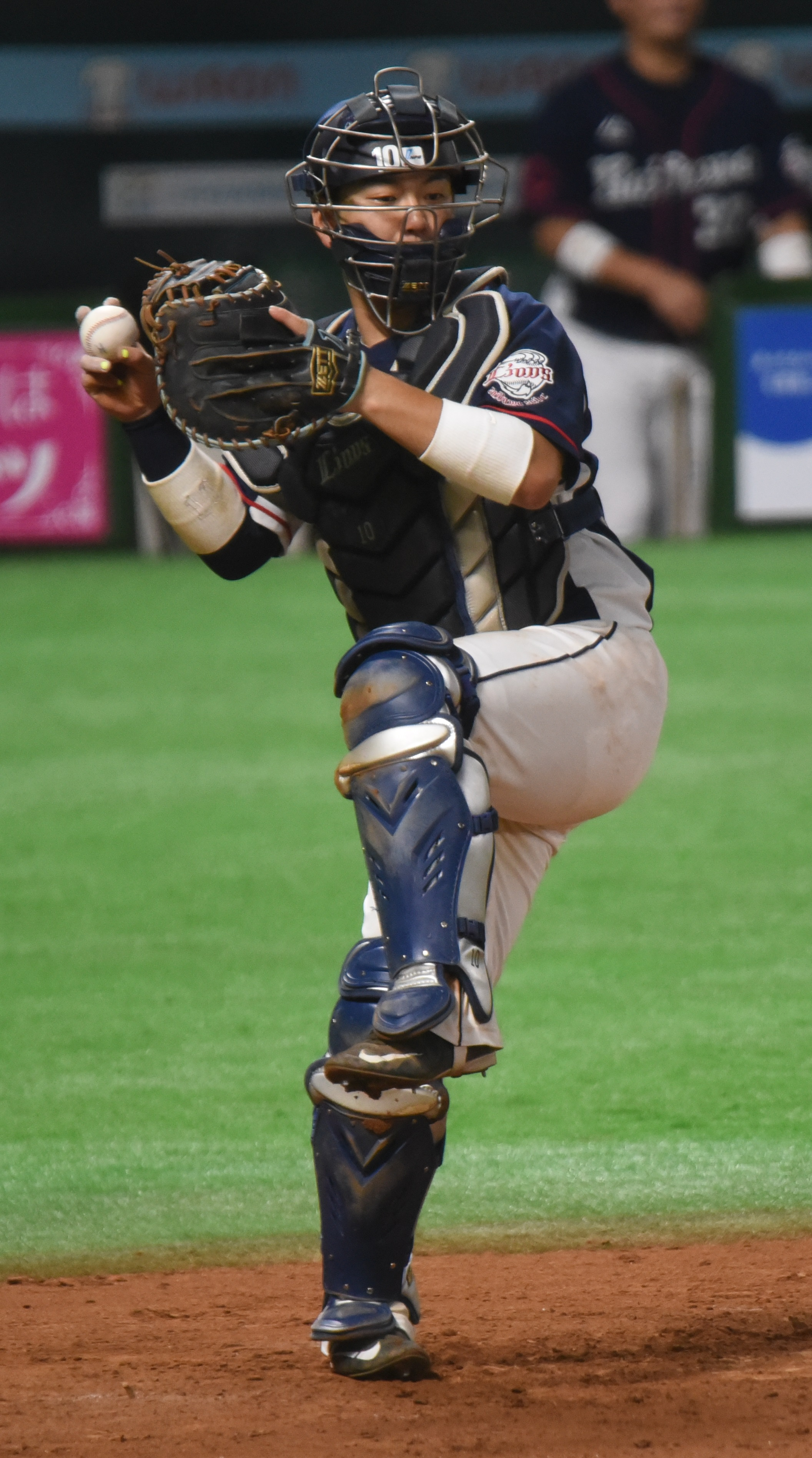
埼玉西武ライオンズ時代
（2016年9月11日 福岡ヤフオク!ドーム）

2014年、3月25日のイースタン・リーグの対東京ヤクルトスワローズ戦に出場予定だった坂田遼が試合前の練習で左肩を脱臼し出場できなくなり、この年の3月下旬頃からチーム内でインフルエンザの感染者が続出していた影響で代わりに出場できる外野手がおらず、この試合では捕手登録の森が左翼手として先発出場した。なお、森は高校3年生時の夏にも怪我により左翼手として公式戦に出場した経験がある。開幕は二軍で迎えたが、6月度は14試合の出場で52打数18安打1本塁打、打率.346を記録し、同月のファーム月間MVPを受賞。7月17日に行われたフレッシュオールスターゲームでは「3番・捕手」で先発出場し、4打数1安打1打点だった。イースタン・リーグで打率.341を記録し、7月27日に一軍に初昇格。７月30日の対オリックス・バファローズ戦（ほっともっとフィールド神戸）の8回裏、捕手の守備に就いてプロ初出場し、9回表のプロ初打席では榊原諒からプロ初安打を放った。翌31日の同カードでは代打出場で安打を放ったが、高卒新人のプロ入り2打席連続安打は湯上谷竑志が1985年に記録して以来29年ぶりだった（ドラフト制度ができた1966年以降、西武の高卒新人選手では初）。8月1日の対東北楽天ゴールデンイーグルス戦（楽天Koboスタジアム宮城）では「7番・捕手」でプロ初となるスタメンマスクを被った。8月14日の対オリックス戦（西武ドーム）では代打で出場し、プロ初本塁打を放つと、「6番・指名打者」で先発出場した翌8月15日の対北海道日本ハムファイターズ戦（西武ドーム）の第1打席では前日から2打席連続となる本塁打、さらに8月16日の同カードでは3試合連続となる代打本塁打を放った。高卒新人の3試合連続本塁打は、1968年に江島巧が記録して以来46年ぶり史上3人目、プロ1号から3試合連続となった高卒新人では江島に次いで2人目となった。9月9日の対千葉ロッテマリーンズ戦（QVCマリンスタジアム）では高卒新人では史上初となるシーズン3本目の代打本塁打を放った。ルーキーイヤーは一軍で41試合に出場し、打率.275、6本塁打、15打点を記録。シーズン終了後にはイースタン・リーグの優秀選手賞を受賞し、契約更改では600万円増となる推定年俸1900万円で更改した。
2015年は開幕を一軍で迎え、3月27日の開幕戦である対オリックス戦（西武プリンスドーム）に「6番・指名打者」で先発出場。4月15日の対東北楽天ゴールデンイーグルス戦（西武プリンスドーム）では自身初となる1試合2本塁打を記録した。開幕から指名打者としての出場が続いたが、指名打者制がない交流戦のセ・リーグ主催試合では右翼手として出場するため、5月14日に右翼の守備練習を開始し、5月19日のイースタン・リーグの対日本ハム戦では「9番・右翼手」で先発出場。二軍での実戦経験を重ね、5月26日の対読売ジャイアンツ戦（郡山総合運動場開成山野球場）では一軍で初めて右翼手として出場した。オールスターゲームのファン投票では全ポジションを通じて両リーグ最多の536267票を獲得（指名打者部門）。19歳での最多得票は1955年の吉田義男、1995年のイチローの21歳を抜き最年少記録となり、10代の選手が最多得票となったのはオールスター史上初となった。7月17日の第1戦では「3番・指名打者」で先発出場し、2打数無安打。翌18日の第2戦では6回に代打で出場し、大野雄大から2点本塁打を放った。オールスターでの代打本塁打は2010年の第1戦で山﨑武司が放って以来34人目37本目であり、10代の選手が放ったのは史上初。また、10代の選手が本塁打を放ったのは1987年の第3戦で清原和博が放って以来、28年ぶり2人目（3本目）となる記録であった。この活躍で2戦目の敢闘選手賞とホームラン賞を受賞した。9月1日の対福岡ソフトバンクホークス戦（西武プリンスドーム）ではプロ初の満塁本塁打を放った。この本塁打がプロ通算20号となったが、高卒の選手が2年目までに20本以上本塁打を放ったのは松井秀喜以来、21年ぶりの快挙だった。この年、田辺徳雄監督は森を捕手として起用しない方針であることを明言し、実際にシーズン中に捕手の守備に就くことはなく、指名打者を中心に138試合に出場。打率.287・17本塁打・68打点を記録し、オフに2100万円増となる推定年俸4000万円で契約を更改。球団2年目の野手としては史上最高額となった。11月に行なわれる第1回WBSCプレミア12の日本代表選手の第一次候補選手および候補選手に選ばれたが、最終ロースターの28人には選ばれなかった。
2016年も開幕を一軍で迎えたが、打撃不振に陥り、4月23日に出場選手登録を抹消された。イースタン・リーグで打率.319を記録して5月31日に一軍復帰を果たすと復調し、8月31日の対ソフトバンク戦（西武プリンスドーム）では1点ビハインドの9回裏、二死一・二塁の場面でプロ初サヨナラ打となる逆転サヨナラ2点適時二塁打を放った。このサヨナラ打によりこの年の8月度のスカパー! ドラマティック・サヨナラ賞を受賞した。この年、開幕前に田辺監督は打撃に専念させるために森を捕手ではなく外野手か指名打者として起用する考えを示したが、実際には7月10日の対オリックス戦（西武プリンスドーム）の9回に2季ぶりに捕手の守備に就き、7月29日の対オリックス戦（京セラドーム大阪）では2014年10月1日以来となるスタメンマスクを被るなど、捕手としては26試合に出場。シーズン全体では前述の二軍調整もあり、107試合の出場に留まったが、打率.292、10本塁打、46打点を記録し、オフに500万円増となる推定年俸4500万円で契約を更改した。
2017年、3月5日に行われたWBC強化試合の対キューバ代表戦に出場した際に左肘に死球を受け、翌日に左肘頭骨骨折と診断された。手術は受けず、保存療法でリハビリを進め、8月8日のイースタン・リーグの対日本ハム戦に代打で出場して実戦復帰した。15日にこの年初めて出場選手登録され、同日の対楽天戦（メットライフドーム）に「7番・指名打者」で先発出場し、一軍復帰を果たした。この年は少ない打席数ながら打率.339を記録したが、骨折の影響で38試合の出場に留まり、オフに500万円減となる推定年俸4000万円で契約を更改した。
2018年は本格的に捕手に挑戦し、炭谷銀仁朗や岡田雅利がスタメンマスクを被る試合ではDHという起用法で出場を続けた。4月18日の対日本ハム戦（メットライフドーム）では1点を追う9回無死満塁の打席で逆転サヨナラ2点適時二塁打、5月27日の対日本ハム戦（メットライフドーム）で1回に有原航平から、6月16日の対中日ドラゴンズ戦（メットライフドーム）では6回二死満塁の打席で又吉克樹からそれぞれ満塁本塁打を放った。オールスターゲームに選出され、第1戦では松坂大輔から本塁打を放ちMVPを受賞した。シーズン後半戦に入ると8月1日の対ソフトバンク戦で9回に代打として出場し、二保旭から代打満塁本塁打、同月14日の対オリックス戦（メットライフドーム）では延長10回一死一塁の打席でサヨナラ二塁打を放った。この年は捕手としてチーム最多の81試合に出場し、シーズン全体では136試合に出場。打率.275・16本塁打・80打点・盗塁阻止率.373と3度のサヨナラ安打と満塁本塁打を記録し、捕手部門で初のベストナインに選出され、多和田真三郎と共に最優秀バッテリー賞を受賞した。オフに4000万円増となる推定年俸8000万円で契約を更改した。
2019年は前年オフの炭谷のFA移籍、シーズン途中で岡田の戦線離脱もあり正捕手に定着。5月19日の対オリックス戦（京セラドーム大阪）では7回一死満塁の打席で小林慶祐から満塁本塁打を放った。オールスターゲームに捕手として初めてファン投票で選出され、第1戦に大瀬良大地からオールスター令和第1号となる先制2点本塁打を放ち、2年連続のMVPを獲得した。8月は2日の対オリックス戦（京セラドーム大阪）で4回二死満塁の打席で荒西祐大からシーズン2本目の満塁本塁打、30日の対ソフトバンク戦（メットライフドーム）では2-2の同点で迎えた7回一死一塁の打席で千賀滉大から自身初のシーズン20本塁打となる決勝2点本塁打を放つなど、月間打率.377・10本塁打の活躍で一軍では初となる月間MVPを受賞。この年は打率.329で首位打者に輝き、23本塁打・105打点・OPS.959とキャリアハイの成績を残し、中村剛也（123打点）、山川穂高（120打点）と共に球団史上初の100打点トリオを形成した。捕手として首位打者に輝いたのはパシフィック・リーグでは1965年の野村克也以来54年ぶり2人目、プロ野球史上では4人目となる快挙であった。ソフトバンクとのクライマックスシリーズファイナルステージは4試合で14打数2安打、1打点、打率.143、守っても初戦で捕逸を犯して逆転を許すなど攻守に精彩を欠き、チームも4連敗で敗退した。11月27日にパ・リーグ最優秀選手に選出された。また、2年連続で捕手部門でのベストナインにも選出され、増田達至と共に最優秀バッテリー賞も受賞した。11月28日の選手会納会では前任の増田から指名を受け、選手会長に就任。12月4日の契約更改では1億2000万円増となる推定年俸2億円でサインをした。
2020年は新型コロナウイルスの影響で120試合制となる。前年から一転して打撃不振に陥り、この年は104試合の出場で打率.251・9本塁打・38打点・OPS.705という成績に終わった。守備面でも失策7・捕逸7と苦しみ、捕手としての出場は98試合に留まり、岡田雅利や新人の柘植世那にスタメンマスクを譲る試合も少なくなかった。オフに4000万円減となる推定年俸1億6000万円で契約を更改した。
2021年は前年の不振から脱却し、開幕から正捕手として攻守でチームを牽引すると松本航と共に5月の「月間最優秀バッテリー賞」を受賞した。オールスターゲームにファン投票で選出され、後半戦は8月17日の対ロッテ戦（ZOZOマリンスタジアム）で自身初の1試合5安打を放つなど、11試合で打率.487と絶好調であったが、山川穂高の個人契約マネージャーが新型コロナウイルス陽性となり、その濃厚接触者の疑いがあるため8月26日に登録抹消となった。濃厚接触者には特定されず同31日に一軍復帰を果たし、10月は左手首の違和感で欠場する試合も多かったが、この年は125試合に出場し、打率.309・出塁率.420は共にリーグ2位という好成績。捕手としてはチーム最多の120試合に出場し、捕逸も3つにとどめ、攻守で正捕手の座を取り戻す1年となった。12月14日に2年ぶり3度目となる捕手部門でのベストナインを受賞し、契約更改では5000万円増となる推定年俸2億1000万円でサインをした。なお、2年間務めた選手会長をこの年限りで退任し、後任に髙橋光成を指名した。
2022年は4月2日の試合で交替後、ロッカールームでマスクを投げつけた動作に起因して右手指を骨折。またも打撃不振に陥り成績が低迷、この年は102試合の出場で打率.251・8本塁打・38打点だった。
11月1日に国内FA権の行使を表明し、11月10日にNPBが国内FA宣言選手として公示した。

### オリックス時代
2022年11月16日にオリックス・バファローズが獲得を発表した。背番号は4。4年契約で総額約18億円（推定）。
2023年、3月31日の古巣の西武との開幕戦（ベルーナドーム）では1点を追う9回二死無走者の打席で青山美夏人から移籍後初安打・初本塁打となる同点本塁打を放つと、6月17日の対ヤクルト戦（明治神宮野球場）では1回二死無走者の打席で石川雅規から本塁打を放ち、史上43人目となる全球団から本塁打を達成した。同月27日の対ロッテ戦（京セラドーム大阪）では1-1の同点で迎えた9回無死無走者の打席で益田直也から自身初のサヨナラ本塁打を放った。7月1日の対日本ハム戦（エスコンフィールドHOKKAIDO）では8回表の走塁時に左太腿裏を痛め、検査の結果「左ハムストリングスの筋損傷」と診断、翌2日に出場選手登録を抹消された。
オールスターゲームではファン投票で選出されるが、出場辞退した。8月8日に一軍に復帰すると、同日の対ロッテ戦（ZOZOマリンスタジアム）で約7年ぶりに右翼手として先発出場。9月14日の対楽天戦（楽天モバイルパーク宮城）では延長11回二死一塁の打席で鈴木翔天から決勝2点本塁打を放ち、オリックスのリーグ優勝に貢献した。移籍初年度は110試合に出場し、打率.294、18本塁打、64打点の成績を残した。初出場となった阪神タイガースとの日本シリーズでは打率.200（30打数6安打）、0打点に終わり、阪神に3勝4敗で敗れた。シーズンオフに、1億9000万円増となる推定年俸4億円で契約を更改した。
2024年は開幕直後は不振に陥り、3，4月は打率.198と低迷した。5月31日時点では打率.241、1本塁打、18打点とやや持ち直したものの、同日の中日戦で右太腿を負傷し、途中交代となり、翌日に出場選手登録を抹消された。球団は「右太腿裏に強い張り」と発表した。6月13日に一軍に再登録された。7月30日の日本ハム戦（エスコンフィールドHOKKAIDO）では右翼ポール際のファウルゾーンに特大の飛球を放つも、これが本塁打と判定されるという珍事が起こった（その後も判定は覆ることはなかった）。8月12日のロッテ戦（ZOZOマリンスタジアム）の試合では坂本光士郎から右肩に死球をぶつけられ、これに激怒、警告試合が宣告された。9月4日に左肩腱板損傷と診断され、出場選手登録を抹消された。9月21日に一軍に復帰し、そのままシーズンを終えた。これら2度の負傷離脱もあり、出場は117試合で、いずれも前年を下回る打率.281、9本塁打、46打点に終わった。オフに現状維持の推定年俸4億円で契約を更改した。
2025年は開幕前に負傷した影響で、一軍初出場は5月上旬までずれこんだ。

## 選手としての特徴
高校生時で50m走のタイムは6秒2、遠投100m。二塁への送球タイムは最速1.86秒を記録した。
打撃面では、腰を低く落とす特徴的なバッティングフォームと、豪快なフルスイングが持ち味。

## 人物
高校時代の2013年11月16日、通学中でJR西日本、新今宮駅のホームにいた際に目が不自由な70歳代の男性がホームから線路に転落した所に遭遇、一緒にいたチームメイトとともに担ぎ上げて救出し、後日、JR西日本から感謝状が贈られた。これにより、大阪桐蔭高校は高校野球連盟から善行表彰された。このチームメイトは選手引退後にトレーナーに転向し、2023年から森と専属契約を結んでいる。
元チームメイトで、同期入団の山川穂高とは仲が良い。山川の話によると、森は歳下にもかかわらずタメ口で話されることがあるらしい。
森の母校の大阪桐蔭高校の6学年先輩にあたり、チームメイトでもあった岡田雅利のことを公私ともに慕っており、リード面を始め様々な相談をしたり試合後も電話で話し込むなどしている。
お笑い芸人である荒木誠也（こゝろ）とは親交があり、互いのSNSに頻繁に登場するほど仲がいい。

## 詳細情報

### 年度別打撃成績
| 年 度      | 球 団      | 試 合 | 打 席 | 打 数 | 得 点 | 安 打 | 二 塁 打 | 三 塁 打 | 本 塁 打 | 塁 打 | 打 点 | 盗 塁 | 盗 塁 死 | 犠 打 | 犠 飛 | 四 球 | 敬 遠 | 死 球 | 三 振 | 併 殺 打 | 打 率 | 出 塁 率 | 長 打 率 | O P S |
| ---------- | ---------- | ----- | ----- | ----- | ----- | ----- | -------- | -------- | -------- | ----- | ----- | ----- | -------- | ----- | ----- | ----- | ----- | ----- | ----- | -------- | ----- | -------- | -------- | ----- |
| 2014       | 西武       | 41    | 92    | 80    | 14    | 22    | 6        | 0        | 6        | 46    | 15    | 0     | 0        | 0     | 0     | 12    | 0     | 0     | 22    | 1        | .275  | .370     | .575     | .945  |
| 2015       | 西武       | 138   | 531   | 474   | 51    | 136   | 33       | 1        | 17       | 222   | 68    | 0     | 4        | 0     | 3     | 44    | 3     | 9     | 143   | 5        | .287  | .357     | .468     | .825  |
| 2016       | 西武       | 107   | 392   | 349   | 43    | 102   | 20       | 0        | 10       | 152   | 46    | 1     | 1        | 0     | 1     | 42    | 0     | 0     | 96    | 3        | .292  | .367     | .436     | .803  |
| 2017       | 西武       | 38    | 145   | 124   | 16    | 42    | 8        | 3        | 2        | 62    | 18    | 3     | 1        | 0     | 0     | 21    | 0     | 0     | 24    | 4        | .339  | .434     | .500     | .934  |
| 2018       | 西武       | 136   | 552   | 473   | 67    | 130   | 34       | 2        | 16       | 216   | 80    | 7     | 2        | 0     | 7     | 70    | 2     | 2     | 105   | 3        | .275  | .366     | .457     | .823  |
| 2019       | 西武       | 135   | 573   | 492   | 96    | 162   | 34       | 2        | 23       | 269   | 105   | 3     | 2        | 1     | 6     | 72    | 3     | 2     | 89    | 9        | .329  | .413     | .547     | .959  |
| 2020       | 西武       | 104   | 405   | 358   | 46    | 90    | 15       | 2        | 9        | 136   | 38    | 4     | 2        | 2     | 4     | 38    | 0     | 3     | 67    | 7        | .251  | .325     | .380     | .705  |
| 2021       | 西武       | 125   | 520   | 431   | 70    | 133   | 32       | 2        | 11       | 202   | 41    | 5     | 2        | 1     | 3     | 79    | 3     | 6     | 65    | 4        | .309  | .420     | .469     | .889  |
| 2022       | 西武       | 102   | 412   | 366   | 45    | 92    | 21       | 3        | 8        | 143   | 38    | 2     | 1        | 3     | 1     | 41    | 0     | 1     | 66    | 11       | .251  | .328     | .391     | .718  |
| 2023       | オリックス | 110   | 453   | 384   | 49    | 113   | 24       | 2        | 18       | 195   | 64    | 4     | 1        | 1     | 7     | 54    | 4     | 7     | 61    | 9        | .294  | .385     | .508     | .893  |
| 2024       | オリックス | 117   | 457   | 395   | 46    | 111   | 24       | 1        | 9        | 164   | 46    | 6     | 1        | 0     | 5     | 50    | 2     | 7     | 61    | 4        | .284  | .368     | .415     | .783  |
| 通算：11年 | 通算：11年 | 1153  | 4531  | 3926  | 543   | 1133  | 251      | 18       | 129      | 1807  | 559   | 35    | 17       | 8     | 37    | 523   | 17    | 37    | 799   | 60       | .289  | .374     | .460     | .835  |

- 2024年度シーズン終了時
- 各年度の太字はリーグ最高

### 年度別打撃成績所属リーグ内順位
| 年 度 | 年 齢 | リ ｜ グ   | 打 率 | 安 打 | 二 塁 打 | 三 塁 打 | 本 塁 打 | 打 点 | 盗 塁 | 出 塁 率 |
| ----- | ----- | ---------- | ----- | ----- | -------- | -------- | -------- | ----- | ----- | -------- |
| 2014  | 19    | パ・リーグ | -     | -     | -        | -        | -        | -     | -     | -        |
| 2015  | 20    | パ・リーグ | 8位   | -     | 4位      | -        | 9位      | -     | -     | -        |
| 2016  | 21    | パ・リーグ | -     | -     | -        | -        | -        | -     | -     | -        |
| 2017  | 22    | パ・リーグ | -     | -     | -        | -        | -        | -     | -     | -        |
| 2018  | 23    | パ・リーグ | -     | -     | 3位      | -        | -        | 9位   | -     | -        |
| 2019  | 24    | パ・リーグ | 1位   | 3位   | 2位      | -        | -        | 3位   | -     | 3位      |
| 2020  | 25    | パ・リーグ | -     | -     | -        | -        | -        | -     | -     | -        |
| 2021  | 26    | パ・リーグ | 2位   | 7位   | 6位      | -        | -        | -     | -     | 2位      |
| 2022  | 27    | パ・リーグ | -     | -     | -        | -        | -        | -     | -     | -        |
| 2023  | 28    | パ・リーグ | 4位   | -     | 6位      | -        | 6位      | 7位   | -     | 2位      |
| 2024  | 29    | パ・リーグ | 3位   | -     | -        | -        | -        | -     | -     | 2位      |

- -は10位未満（打率は規定打席未到達の場合も-と表記）
- 太字年度は規定打席到達年度、年度背景色金色は最優秀選手賞（MVP）受賞年度

### 年度別守備成績
捕手守備
| 年 度 | 球 団      | 捕手  | 捕手  | 捕手  | 捕手  | 捕手  | 捕手     | 捕手  | 捕手     | 捕手     | 捕手     | 捕手     |
| 年 度 | 球 団      | 試 合 | 刺 殺 | 補 殺 | 失 策 | 併 殺 | 守 備 率 | 捕 逸 | 企 図 数 | 許 盗 塁 | 盗 塁 刺 | 阻 止 率 |
| ----- | ---------- | ----- | ----- | ----- | ----- | ----- | -------- | ----- | -------- | -------- | -------- | -------- |
| 2014  | 西武       | 24    | 101   | 17    | 1     | 2     | .992     | 3     | 18       | 13       | 5        | .278     |
| 2016  | 西武       | 26    | 150   | 23    | 3     | 5     | .983     | 1     | 25       | 16       | 9        | .360     |
| 2017  | 西武       | 12    | 51    | 5     | 1     | 0     | .982     | 1     | 9        | 7        | 2        | .222     |
| 2018  | 西武       | 81    | 492   | 72    | 5     | 4     | .991     | 5     | 51       | 32       | 19       | .373     |
| 2019  | 西武       | 128   | 782   | 89    | 9     | 7     | .990     | 12    | 106      | 76       | 30       | .283     |
| 2020  | 西武       | 98    | 578   | 79    | 7     | 11    | .989     | 7     | 93       | 64       | 29       | .312     |
| 2021  | 西武       | 120   | 788   | 79    | 6     | 9     | .993     | 3     | 84       | 61       | 23       | .274     |
| 2022  | 西武       | 83    | 554   | 81    | 6     | 12    | .991     | 2     | 64       | 43       | 21       | .328     |
| 2023  | オリックス | 57    | 444   | 59    | 0     | 7     | 1.000    | 0     | 32       | 21       | 11       | .344     |
| 2024  | オリックス | 50    | 339   | 34    | 1     | 2     | .997     | 2     | 30       | 26       | 4        | .133     |
| 通算  | 通算       | 679   | 4279  | 548   | 39    | 59    | .992     | 36    | 512      | 359      | 153      | .299     |

外野守備
| 年 度 | 球 団      | 外野  | 外野  | 外野  | 外野  | 外野  | 外野     |
| 年 度 | 球 団      | 試 合 | 刺 殺 | 補 殺 | 失 策 | 併 殺 | 守 備 率 |
| ----- | ---------- | ----- | ----- | ----- | ----- | ----- | -------- |
| 2015  | 西武       | 23    | 28    | 2     | 1     | 0     | .968     |
| 2016  | 西武       | 49    | 69    | 0     | 3     | 0     | .958     |
| 2023  | オリックス | 6     | 7     | 0     | 0     | 0     | 1.000    |
| 2024  | オリックス | 14    | 19    | 0     | 0     | 0     | 1.000    |
| 通算  | 通算       | 92    | 123   | 2     | 4     | 0     | .969     |

- 2024年度シーズン終了時[注 5]
- 各年度の太字はリーグ最高

### タイトル
- 首位打者：1回（2019年）※鈴木誠也と共に平成生まれ初の獲得

### 表彰
- 最優秀選手：1回（2019年）
- ベストナイン：4回（捕手部門：2018年、2019年、2021年、2023年[152]）
- 月間MVP：1回（打者部門：2019年8月[153]）
- 最優秀バッテリー賞：2回（2018年 投手：多和田真三郎、2019年 投手：増田達至）
- スカパー! ドラマティック・サヨナラ賞年間大賞：1回（2018年[154]）
- 月間サヨナラ賞：2回（2016年8月、2018年3・4月[155]）
- オールスターゲーム最優秀選手賞（MVP）：2回（2018年第1戦[85]、2019年第1戦）
- オールスターゲーム敢闘選手賞：1回（2015年第2戦）

二軍
- イースタン・リーグ 優秀選手賞：1回（2014年[156]）
- ファーム月間MVP：1回（2014年6月）

アマチュア時代
- 第25回AAA世界野球選手権大会 オールスターチーム（2012年）
- 第26回AAA世界野球選手権大会 オールスターチーム（2013年）
- 第26回AAA世界野球選手権大会 打点王（2013年）

### 記録
初記録
- 初出場：2014年7月30日、対オリックス・バファローズ13回戦（ほっともっとフィールド神戸）、8回裏に炭谷銀仁朗に代わり捕手で出場[157]
- 初打席・初安打：同上、9回表に榊原諒から右越安打[158]
- 初先発出場：2014年8月1日、対東北楽天ゴールデンイーグルス14回戦（楽天koboスタジアム宮城）、「7番・捕手」で先発出場
- 初本塁打・初打点：2014年8月14日、対オリックス・バファローズ17回戦（西武ドーム）、8回裏に代打で出場、榊原諒から左越ソロ
- 初盗塁：2016年9月1日、対福岡ソフトバンクホークス20回戦（西武プリンスドーム）、2回裏に二盗（投手：東浜巨、捕手：細川亨）

節目の記録
- 100本塁打：2022年8月30日、対北海道日本ハムファイターズ20回戦（ベルーナドーム）、4回裏に上沢直之から右中越ソロ ※史上306人目[159]
- 1000試合出場：2023年8月22日、対埼玉西武ライオンズ18回戦（ベルーナドーム）、「4番・捕手」で先発出場 ※史上523人目[157]
- 1000安打：2023年9月10日、対千葉ロッテマリーンズ20回戦（ZOZOマリンスタジアム）、1回表に佐々木朗希から左前適時安打 ※史上316人目[158]

その他の記録
- 全球団から本塁打：2023年6月17日、対東京ヤクルトスワローズ2回戦（明治神宮野球場）、1回表に石川雅規から右越ソロ ※史上43人目[160]
- オールスターゲーム出場：5回（2015年、2018年、2019年、2021年、2022年）※2023年も選出されたが出場辞退[161]

### 背番号
- 10（2014年[21] - 2022年）
- 4（2023年[123] - ）

### 登場曲
- 「It Girl」Jason Derulo（2014年）
- 「HERO」Shady（2014年 - 2015年5月）
- 「夢がMORI MORI」森口博子（2015年6月）[162]
- 「俺たちの明日」エレファントカシマシ（2015年7月 - シーズン終了）
- 「The Next Episode」Dr.Dre feat Snoop Dogg（2015年）
- 「Cut Her Off feat. 2 Chainz」K CAMP（2016年）
- 「ライオンの子」Spinna B-ill & the cavemans（2016年）
- 「Unforgettable feat. Swae Lee」French Montana（2017年）
- 「Still D.R.E. feat. Snoop Dogg」Dr.Dre（2017年）
- 「Bangarang feat. Sirah」Skrillex（2018年）
- 「Havana feat. Young Thug」Camila Cabello（2018年）
- 「Panama」Matteo（2018年）
- 「Let's Get It Started」Black Eyed Peas（2018年 - 2019年、2022年途中）
- 「Mayores」Becky G. & Bad Bunny（2018年）
- 「The Real Slim Shady」Eminem（2019年）
- 「Pure Water」DJ Mustard & Migos（2019年）
- 「Go Loko feat. Tyga, JonZ」YG（2019年）
- 「Mind Playing Tricks On Me」Geto Boys（2019年）
- 「Baby Shark」Pinkfong（2019年、2020年10月 - 2021年終了）
- 「それが大事」大事MANブラザーズバンド（2019年9月12日 第1打席）[注 6]
- 「The KING」ANARCHY（2020年）
- 「Dear Family」Red Eye（2020年）
- 「Gold Digger feat. Jamie Foxx」Kanye West（2021年開幕 - 途中）
- 「Blueberry Faygo」Lil Mosey（2021年途中）
- 「Walk This Way feat. AKLO」ZORN（2021年途中 - 終了）
- 「よってらっしゃい」775（2022年開幕 - 途中）
- 「Friends」TEN'S UNIQUE（2022年開幕 - 途中）
- 「Jump Around」House Of Pain（2022年途中）
- 「Turn over」TAiGA（2023年開幕 - 途中）
- 「天下御免」紅桜（2023年途中）
- 「MUSIC HUSTLER」MC TYSON（2023年途中）
- 「COME ON」TEN'S UNIQUE（2023年途中）
- 「Scent of Woman」KANDYTOWN（2023年途中）
- 「Cali Jap feat. Daz Dillinger & VOCA Luciano」ジャパニーズマゲニーズ（2023年途中）
- 「I Believe」T.O.K.（2023年CS・日本シリーズ - ）
- 「刻一刻 feat. BES & 紅桜」DJ FUMIRATCH（2024年開幕 - ）